# Hemerodromia captus
Hemerodromia captus är en tvåvingeart som beskrevs av Daniel William Coquillett 1895. Hemerodromia captus ingår i släktet Hemerodromia och familjen dansflugor. Inga underarter finns listade i Catalogue of Life.